# Miguel de Fuenllana
Miguel de Fuenllana (circa 1500 — 1579) est un compositeur et vihueliste espagnol de la Renaissance.

## Biographie
Sa vie est peu connue. Il semble d'après son nom qu'il soit originaire de Fuenllana, dans la région de Ciudad Real, bien qu'il soit né à Navalcarnero, Madrid. Aveugle de naissance, il composa un Libro de música para vihuela intitulado Orphenica Lyra  (Séville, 1554), dédié à Philippe II d'Espagne. À l'arrivée de Isabel de Valois, troisième femme de Philippe II, elle apporta avec elle un groupe de musiciens français qu'elle voulait garder à la cour espagnole ; Fuenllana se mêla à ce groupe et ils jouèrent les compositions de Fuenllana ainsi que celles des musiciens étrangers. À la mort de la reine en 1568 il continua à jouer à la cour. Il meurt à Valladolid.

## Œuvres
Orphénica Lyra (es) comprend 188 pièces en six volumes. Dans les trois premiers, les morceaux sont triés par nombre croissant de voix, passant de deux à trois voix dans le premier volume à cinq et six voix dans les motets du troisième. Le recueil comprend cinquante-deux fantaisies composés par Fuenllanas avec dix-sept autres d'autres compositeurs. Son style est polyphonique avec une texture comparable à celle de Cristobal de Morales. Le recueil inclut également des arrangements de chants de Josquin, Morales, Francisco Guerrero et de Philippe Verdelot, musiciens d'Espagne et des Pays-Bas. Fuenllana préférait le chant accompagné de vihuela à la vihuela seule. Il écrivait généralement les parties vocales, en général les plus graves, à l'encre rouge.
Les œuvres de Fuenllana étaient reconnues par ses contemporains, dans Declaración de instrumentos Fray Juan Bermudo écrivait :
« Tengo por mejores tañedores a Narváez, a Martín de Jaén, a Hernando de Jaén, vecino de la ciudad de Granada, a López, músico del Señor Duque de Arcos, a Fuenllana, músico de la Señora Marquesa de Tarifa, a Mudarra, Canónigo de la Iglesia Mayor de Sevilla, y a Enrique, músico del Señor Conde de Miranda » (Trad: les meilleurs  harpistes sont à mon avis Narvaez, Martin de Jaen, Hernando de Jaen, résident de la ville de Grenade, Lopez, musicien du duc des Arcs, Fuenllana, musicien  de la Marquise de Tarifa, Mudarra, de l'église principale de Séville, et Henry, musicien du Comte de Miranda).
Fuenllana est connu pour sa capacité à trouver des accords et contrepoints pour accompagner les mélodies populaires : De los alamos vengo, madre, utilisé par Lope de Vega, Morenica, dame, Con que la lavare, De Antequera sale el moro. Il présageait l'arrivée de la monodie par les italiens du XVIIe siècle.

## Source
- (es) Cet article est partiellement ou en totalité issu de l’article de Wikipédia en espagnol intitulé « Miguel de Fuenllana » (voir la liste des auteurs).